# Stichopogon modestus
Stichopogon modestus är en tvåvingeart som beskrevs av Pavel Lehr 1975. Stichopogon modestus ingår i släktet Stichopogon och familjen rovflugor. Inga underarter finns listade i Catalogue of Life.